# Gunakhe
Gunakhe, glavno selo Lakweip Indijanaca u dolini gornjeg toka rijeke Stikine u kanadskoj provinciji Britanska Kolumbija.
Spominje ga Boas u 10th Rep. N.W. Tribes Can. 34. (1895) pod imenom Gunaqä'.